# Sinningia eumorpha
Sinningia eumorpha är en tvåhjärtbladig växtart som beskrevs av Harold Emery Moore. Sinningia eumorpha ingår i släktet Sinningia och familjen Gesneriaceae. Inga underarter finns listade i Catalogue of Life.

## Bildgalleri

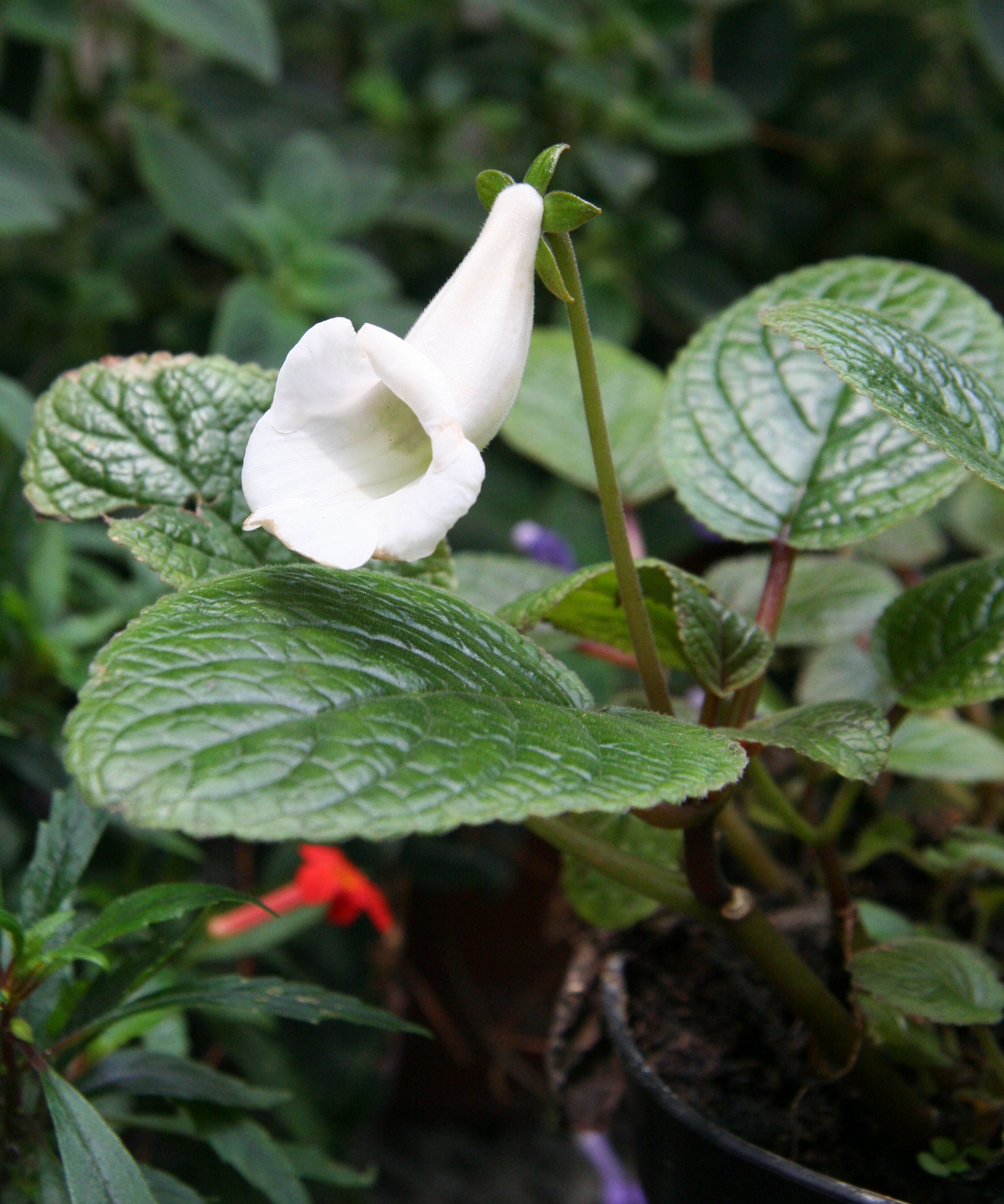